# Сен-Жорж-ле-Бен
Сен-Жорж-ле-Бен (фр. Saint-Georges-les-Bains, окс. Sant Georges les Bains) — коммуна во Франции, находится в регионе Рона — Альпы. Департамент коммуны — Ардеш. Входит в состав кантона Ла-Вульт-сюр-Рон. Округ коммуны — Прива.
Код INSEE коммуны 07240.

## Население
Население коммуны на 2008 год составляло 2008 человек.
| 1962 | 1968 | 1975 | 1982 | 1990 | 1999 | 2008 |
| ---- | ---- | ---- | ---- | ---- | ---- | ---- |
| 920  | 1015 | 873  | 1257 | 1557 | 1716 | 2008 |

## Экономика
В 2007 году среди 1304 человек в трудоспособном возрасте (15-64 лет) 947 были экономически активными, 357 — неактивными (показатель активности — 72,6 %, в 1999 году было 68,1 %). Из 947 активных работали 861 человек (452 мужчины и 409 женщин), безработных было 86 (34 мужчины и 52 женщины). Среди 357 неактивных 114 человек были учениками или студентами, 134 — пенсионерами, 109 были неактивными по другим причинам.